# هوشیار (ترانه سلنا گومز)
«هوشیار» (به انگلیسی: Sober) آهنگی از سوی سلنا گومز، خواننده آمریکایی از آلبوم دوم استودیوی انفرادی خود، احیا (۲۰۱۵) است که به عنوان آهنگ پنجم در فهرست ثبت شده‌است. این آهنگ دو روز قبل از انتشار آلبوم در ۷ اکتبر ۲۰۱۵ منتشر شد و در ابتدا قرار بود به عنوان تنها پنجمین تک آهنگ منتشر شود.

## ضبط و پخش
پس از نمایش نسخه اولیه هوشیار، گومز این آهنگ را به تهیه‌کننده اجرایی Tim Blacksmith و Danny D آورد، که به ترفند نروژی تور اریک هرمنسنو میکل استورلیر اریکسن، همچنین به عنوان استارگیت شناخته می‌شود، برای کار بر روی مسیر راه اندازی شده‌است. کار آن‌ها در این زمان چندین آهنگ را برای احیای تولید کرد، از جمله "همان قدیمی عشق" و "کلن". علاوه بر این، اشعار "هوشیار" کمی توسط همکاران مکرر یعقوب کشر هندیلین و جولیا مایکلز اصلاح شد. گومز با Eriksen و مایلز واکر برای ضبط آهنگ در استودیوهای Westlake در لس آنجلس، کالیفرنیا و همچنین مایک اندرسون در The Hide Out Studios در لندن ،انگلیس کار کرده‌است. 
در مراحل نهایی "هوشیار" توسط فیل تان در استودیوی باشگاه نینجا در آتلانتا، جورجیا، مخلوط شده‌است. این آهنگ در روز ۷ اکتبر ۲۰۱۵، دو روز قبل از انتشار آلبوم منتشر شد. "هوشیار" در ۹ اکتبر ۲۰۱۵ در کنار بقیه آهنگ‌ها منتشر شد. هندیل، یکی از دوستان شخصی گومز و همکارنویس آهنگ، در یک مصاحبه ماه مارس ۲۰۱۷ با مایک واس نشان داد که "هوشیلر" به عنوان پنجمین آهنگ پس از "با مهربانیت شرمنده‌اش کن" قرار گرفته‌است. او با دیدار با خواننده به یاد می آورد که در آن او آمادگی خود را برای حرکت در دوران احیا اعلام کرد و موسیقی جدیدی را منتشر کرد و به او گفت: "من عاشق تو هستم، اما آماده هستم که چیزهای جدیدی بسازم."

## زمینه
برای اولین بار در حرفه او، پس از امضای خود با اینتراسکوپ رکوردز، گومز کنترل کاملی را به دست آورد. او ابراز ناامیدی و محدودیت را با آهنگ‌های انتخاب شده برای او در اوایل حرفه او، و احساس جدا از موسیقی و حرفه‌ای داشت.در طول ساخت احیا، خواننده بر اهمیت ایجاد صدا متمایز برای خود تأکید کرد و به نولان فینی از تایم گفت که :
این رکورد کاملاً صمیمی است. من اجرایی را تولید کردم. من می خواستم بدانم که هر آهنگ به معنای جهان برای من است، من آن را نوشتم یا نه.— سلنا گومز در گفتگویی با تایم
گومز با هدف ایجاد آهنگ‌های خودآموزی که داستان‌های شخصی را به اشتراک گذاشته است با اشاره به روند درمانی نوشتن قلب می خواهد آنچه را که می خواهد برای بزرگترین آلبوم خود را برای تو (۲۰۱۴)، خواننده الهام گرفته شده‌است جدا خود را از همتایان خود و تبدیل تجربیات شخصی به موسیقی احیا می‌کند.
برای "هوشیار"، گومز تمرکز خود را بر استفاده از تن و آواز منحصر به فرد خود و توانایی‌ها به عنوان یک بازیگر برای ترجمه احساسات از طریق موسیقی او. خواننده همچنین به تولیدکنندگان گفت که تمرکز اصلی روی اشعار و آوازها است، با اشاره به آلبومهای جوانانش که موضوعاتی را که در کانون توجه قرار دارند، به ویژه آلبوم کریستینا آگیلرا ،برهنه (۲۰۰۲).

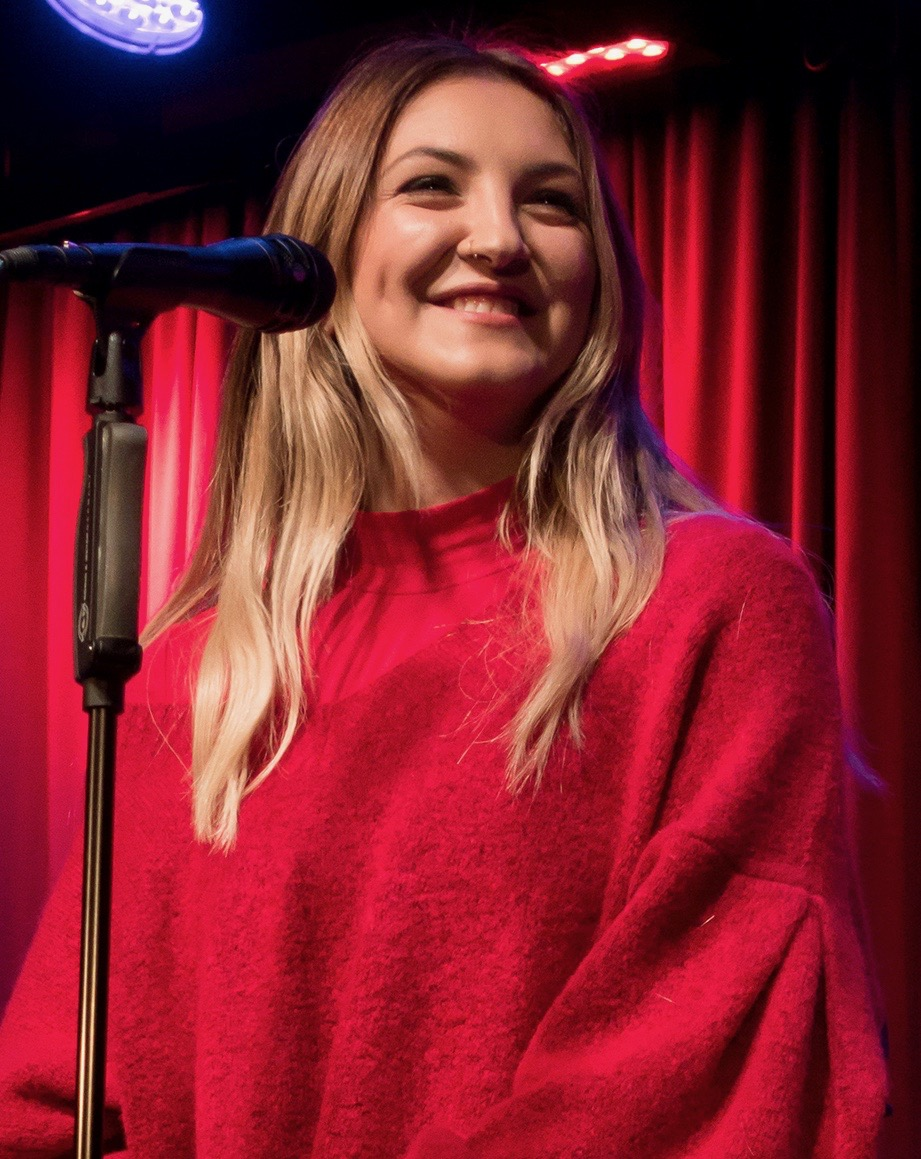
جولیا مایکلز (تصویر) کمک کرد تا مجدداً نسخه ی نمایشی "هوشیار" را با جاکوب کاسر هندیل بنویسد.

گومز در کنترل کامل و خلاقانه، چندین آهنگ از جمله "هوشیار" را برای گفتن داستان‌هایی که شخصی و ظریف بودند، اما "بیش از حد" نیست. برای رسیدن به صدای دلخواهش، او تصمیم گرفت با چند ترانه نویس، از جمله خواننده و ترانهسرا کار کند. گومز در مصاحبه ای با تایم اعلام کرد که برای او، آهنگ توسط یک فرد الهام داده نشده‌است، بلکه در عوض در مورد تجربیاتش با نوشیدن و نگرانی اجتماعی، گفت: "من با مردم اذیت میشوم و آنها می نوشند و آنها خیلی سرگرم کننده هستند، پس روز بعد آن عجیب خواهد بود."
"هوشیار" در ابتدا در طی یک مکالمه در اواخر شب بین خواننده و Angelides در یک راهرو هتل، جایی که این جفت داستان‌های شخصی خود را در مورد موضوع مبادله کرد، درک شد. بعد از اینکه گومز هتل را ترک کرد، Angelides اشعار را به "هوشیار" نوشت و روز بعد آن را به گومز ارائه داد.

## ضبط و مدیریت
- ضبط شده در استودیو ضبط شده Westlake (لس آنجلس، کالیفرنیا) و استودیو Hide Out (لندن، انگلستان)
- میکس آهنگ در استودیو نینجا (آتلانتا، جورجیا)
- سلنا گومز - خواننده
- استارگیت - تهیه‌کننده موسیقی
- Dreamlab - تولید موسیقی
- Tim Blacksmith - تهیه‌کننده اجرایی
- جولیا مایکلز - آهنگسازی
- Chris Gehringer - مسترینگ